# Nils Detter
Nils Andreas Detter, född den 14 april 1895 i Flo församling, Skaraborgs län, död den 11 juni 1961 i Stockholm, var en svensk jurist.
Detter avlade studentexamen 1912 och juris kandidatexamen vid Uppsala universitet 1918. Han var notarie vid Askims, Västra och Östra Hisings samt Sävedals häraders domsaga i Göteborg samma år, amanuens i ecklesiastikdepartementet 1919, extra ordinarie notarie i Stockholms rådhusrätt 1920, vattenrättsamanuens i Söderbygdens vattendomstol samma år, tillförordnad assessor i Stockholms rådhusrätt samma år, tillförordnad vattenrättssekreterare samma år och ombudsman hos Enskilda banken i Vänersborg och chef för bankens notariatavdelning 1921–1922. Detter blev advokat i Stockholm 1922 och bedrev egen advokatverksamhet från 1924.
Nils Detter gifte sig 1927 med Thyra Hellberg och blev far till Ingrid Detter. Makarna vilar på Skogskyrkogården i Stockholm.